# 石葵路站
石葵路站位于辽宁省大连市中山区，是大连地铁5号线的一个车站，于2023年3月17日启用。

## 位置
石葵路站位于中山区解放路与石葵路、葵英街交汇口北侧，车站主体结构位于解放路东侧，以西北-东南走向排布。

## 车站结构
石葵路站为岛式站台地下车站，B1层为站厅层，B2层为站台层。
| B1层 | 站厅层                            | 站厅、乘客服务中心、自动充值机、自动售票机 |
| B2层 |                                   | █ 5号线往后关方向 （劳动公园）             |
| B2层 | 岛式站台，开左边门                |                                            |
| B2层 | █ 5号线 往虎滩新区方向 （青云街） |                                            |

## 出入口
石葵路站共设有3个出入口，A出入口位于解放路西侧，C出入口位于解放路东侧，葵英街北侧，D出入口位于解放路东侧，站外无障碍电梯位于A出入口旁。
| 出口编号 | 出口指示 | 建议前往的目的地                                                 |
| -------- | -------- | ---------------------------------------------------------------- |
| 出口 · A |          | 解放路、大连市中医医院、大连市第二中学、葵英大厦、中山区向阳小学 |
| 出口 · C |          | 石葵路、葵英街、解放路、智仁街、金地阅府                         |
| 出口 · D |          | 解放路、豪森茗家                                                 |

## 公交换乘
及   - 2、5、403、521、525路公交车。（中医院站）
  - 407、501、520路公交车。（仁平街站）